# 弥洒社
弥洒社是一个中国现代文学社团，1923年3月18日《民国日报》副刊《觉悟》上发表《弥洒宣言》，弥洒社在上海成立。“弥洒”是拉丁文musa(文艺之神)的音译。发起人有胡山源、钱江春和赵祖康，成员大都集中于沪杭一带，多为刚离开大学校门或还在学校的青年。这是一个没有严密组织、非常松散的团体，出版杂志、丛书就是社团的集体活动。《弥洒》为月刊，总共出了六期，刊有新诗、小说、散文、剧本、童话、游记、长篇连载、译作等，16开本，负责编辑的是胡山源、钱江春、陈德徵。
弥洒社提倡“无目的无艺术观”，不规定统一的文学观，强调文学作品只是作家情绪之流、灵感的表现，他们认为文学研究会和创造社笔战是一种浪费。在创作中，弥洒社的成员们也积极贯彻他们的文学主张，从自我心灵世界出发，偏重于内心世界的剖白。作品大多取材于自身的经历，叙写身边的琐事，恋爱婚姻成为他们主要的主题。钱江春的《万一的喜剧》、《未归》、《弱小的心》，胡山源的《三年》、《梅心》、《电影》，允中的《妹妹》，张企留的《遗恨》，赵景法的《旧案》，唐鸣时的《疑惧者》等，都是这样的作品。这些作品钟情于自然美景和爱情世界，追求形式的自由，重在抒写个人的情怀和感受，具有浓厚的浪漫主义色彩。